# Nicole Brandebusemeyer
Nicole Brandebusemeyer, född den 9 oktober 1974 i Georgsmarienhütte i Tyskland, är en tysk fotbollsspelare. Vid fotbollsturneringen under OS 2000 i Sydney deltog hon i det tyska lag som tog brons. 